# Казімежув (Ґостинінський повіт)
Казімежув (пол. Kazimierzów) — село в Польщі, у гміні Гостинін Ґостинінського повіту Мазовецького воєводства.
Населення — 294 особи (2011).
У 1975-1998 роках село належало до Плоцького воєводства.

## Демографія
Демографічна структура станом на 31 березня 2011 року:
|          | Загалом | Допрацездатний вік | Працездатний вік | Постпрацездатний вік |
| -------- | ------- | ------------------ | ---------------- | -------------------- |
| Чоловіки | 148     | 34                 | 101              | 13                   |
| Жінки    | 146     | 36                 | 89               | 21                   |
| Разом    | 294     | 70                 | 190              | 34                   |